# Mühl Rosin
Mühl Rosin település Németországban, Mecklenburg-Elő-Pomeránia tartományban. Lakosainak száma 1118 fő (2023. december 31.).

## Népesség
A település népességének változása:
| Lakosok száma | 1081 | 1097 | 1099 | 1116 | 1113 | 1118 |
|               | 2014 | 2017 | 2019 | 2021 | 2022 | 2023 |